# Letlands Nationale Kunstmuseum
Letlands Nationale Kunstmuseum (lettisk: Latvijas Nacionālais mākslas muzejs) er det største kunstmuseum i Letland, hvor mere end 52.000 kunstværker af lettiske, baltiske og russiske kunstnere opbevares og udstilles.
Museets hovedbygning befinder sig på Krišjāņa Valdemāra ielā 10a i Riga, hovedstaden i Letland. Museumsbygningen er en betydelig historicistisk bygning opført fra 1903 til 1905, efter tegninger af Wilhelm Neumann, som også var museets første direktør i perioden fra 1905 til 1919. Bygningen er en af de senest opførte eklektiske bygninger i Riga, med barokke former udført i sandsten og granit. Indenfor kan man bl.a. spore inspiration fra Jugendstil. Museet lukkede pga renovering i februar 2013 og er genåbnet igen i maj 2016 med bl.a. et nyt stort terrasseanlæg og en større udvidelse under jorden.
Museet har desuden følgende andre afdelinger: Udstillingssalen Arsenāls på Torņa ielā 1,
Romana Sutas og Aleksandras Beļcovas Museum på Elizabetes ielā 57a, Museet for Udenlandsk Kunst (Mākslas muzejs Rīgas Birža) på Doma laukums 6 og Museet for Dekorativ Kunst og Design (Dekoratīvās mākslas un dizaina muzejs) på Skārņu ielā 10/20.
1869 anses for at være museets etableringsår – da åbnede Rigas Maleri-Galleri. I 1905 omdøbtes dette til Rigas Kunstmuseum, i 1940 til Lettiske SSR's Sovjetiske Kunstmuseum, i 1945 til Lettiske SSR's Statslige Lettiske og Russiske Kunstmuseum, i 1964 til Lettiske SSR's Kunstmuseum og i 1987 til Statslige Kunstmuseum. I 1995 fik museet sit nuværende navn.
I begyndelsen rummede museet hovedsagelig udenlandske kunstneres værker fra flere private samlinger. Samlingen af lettiske kunstneres værker igangsatte Vilhelms Purvītis – museets direktør fra 1919 til 1940, og det rummer i dag landets største samling af lettisk kunst. Museet havde før renoveringen omkring 100.000 besøgende årligt på adressen på Krišjāņa Valdemāra ielā, men fik i 2016, samme år som de genåbnede, 333.589 gæster.